# کیث باریج
کیث باریج (انگلیسی: Keith Burridge؛ زادهٔ ۱ ژوئیهٔ ۱۹۵۰) یک دانشمند و پژوهش‌گر و استاد دانشگاه کارولینای شمالی در چپل هیل است.
پژوهش‌های او بر روی چسبندگی‌های کانونی منجر به کشف بسیاری از پروتئین‌های چسبندگی سلولی نظیر وینکولین، تالین و پاکسیلین شد و او را در میان ۱٪هایِ برترِ استناد شده در میان دانشمندانِ حوزهٔ علوم سلولی مولکولی و ژنتیک قرار می‌دهد. باریج بیش از ۲۰۰ مقالهٔ علمی بازنگری‌شده با داوری همتا منتشر نموده‌است.
وی دانش‌آموختهٔ دانشگاه کمبریج است و دورهٔ فوق‌دکترای خود را در «آزمایشگاه جیمز واتسون» در کولد اسپرینگ هاربر، نیویورک گذراند و در آنجا از همکاران «الیاس لازاریدس» بود.